# Liechtensteiner Cup 2003/04
Der Liechtensteiner Cup 2003/04 war die 59. Auflage des Fussballpokalwettbewerbs der Herren und wurde zwischen dem 23. September 2003 und dem 25. Mai 2004 ausgespielt. Der FC Vaduz konnte seinen Titel seit 1998 erfolgreich verteidigen und nahm damit am UEFA-Pokal 2004/05 teil.

## Teilnehmende Mannschaften
Folgende 16 Mannschaften nahmen am Liechtensteiner Cup teil:
| - FC Vaduz - FC Vaduz II - FC Vaduz III - FC Triesen - FC Triesen II - FC Triesen III - USV Eschen-Mauren - USV Eschen-Mauren II - USV Eschen-Mauren III - USV Eschen-Mauren IV | - FC Balzers - FC Balzers II - FC Triesenberg - FC Triesenberg II - FC Ruggell - FC Ruggell II - FC Schaan - FC Schaan II - FC Azzurri Schaan |

## Vorrunde
Die Vorrunde fand am 23. und 24. September 2003 statt.
| Datum  |                      | Ergebnis |                       |
| ------ | -------------------- | -------- | --------------------- |
| 23.09. | FC Vaduz III         | 0:1      | FC Triesen II         |
| 24.09. | USV Eschen-Mauren IV | 4:6      | FC Schaan II          |
| 12.08. | FC Triesen III       | 3:4      | USV Eschen-Mauren III |

## Achtelfinale
Die Achtelfinals fanden am 21. und 22. Oktober 2003 sowie am 1. April 2004 statt.
| Datum  |                   | Ergebnis |                       |
| ------ | ----------------- | -------- | --------------------- |
| 21.10. | FC Schaan II      | 00:11    | FC Vaduz              |
| 21.10. | FC Ruggell        | 2:4      | USV Eschen-Mauren II  |
| 21.10. | FC Balzers II     | 0:1      | FC Triesen            |
| 22.10. | FC Ruggell II     | 1:5      | USV Eschen-Mauren     |
| 22.10. | FC Azzurri Schaan | 2:5      | FC Triesenberg        |
| 22.10. | FC Triesenberg II | 3:2      | FC Schaan             |
| 22.10. | FC Triesen II     | 3:2      | USV Eschen-Mauren III |
| 01.04. | FC Vaduz II       | 0:1      | FC Balzers            |

## Viertelfinale
Die Viertelfinals fanden am 7., 10. und 12. April 2004 statt.
| Datum  |                      | Ergebnis |                   |
| ------ | -------------------- | -------- | ----------------- |
| 07.04. | USV Eschen-Mauren II | 2:3      | FC Balzers        |
| 07.04. | FC Triesen II        | 1:2      | FC Triesenberg    |
| 10.04. | FC Triesenberg II    | 00:11    | USV Eschen-Mauren |
| 12.04. | FC Triesen           | 0:9      | FC Vaduz          |

## Halbfinale
Die Halbfinalbegegnungen fanden am 5. und 19. Mai 2004 statt.
| Datum  |                   | Ergebnis  |            |
| ------ | ----------------- | --------- | ---------- |
| 05.05. | USV Eschen-Mauren | 2:5       | FC Vaduz   |
| 19.05. | FC Triesenberg    | 1:2 n. V. | FC Balzers |

## Finale
Das Finale fand am 25. Mai 2004 vor 700 Zuschauern im Rheinpark Stadion Vaduz statt.
| Paarung        | FC Vaduz – FC Balzers |
| Ergebnis       | 5:0 (3:0) |
| Datum          | 25. Mai 2004 |
| Stadion        | Rheinpark Stadion, Vaduz |
| Zuschauer      | 700 |
| Schiedsrichter | Reto Rutz ( Schweiz) |
| Tore           | 1:0 Michele Polverino (30.) 2:0 Daniele Polverino (31.) 3:0 Marco Pérez (45.) 4:0 Steve Gohouri (73.) 5:0 Daniele Polverino (79.) |
| FC Vaduz       | Carlos Silva – Martin Tesler, Daniel Hasler, Steve Gohouri, Michael Stocklasa – Roger Stilz (46. Marius Zarn), Martin Stocklasa, Marco Pérez, Michele Polverino (63. Dawid Banaczek) – Daniele Polverino, Paulo Vogt (46. Fabio D’Elia) Cheftrainer: Martin Andermatt ( Schweiz) |
| FC Balzers     | Roman Vogt – Pascal Söldi, Heini Stocker, Mario Wolfinger (58. Martin Wille) – Michael Hämmerle, Roger Prinzen (46. Joanna), Marco Büchel, Markus Fritsche, Sandro Maierhofer – Daniel Frick, Franz-Josef Vogt (68. Bürzle) Cheftrainer: Roger Prinzen ( Deutschland)            |